# Тетратиоцианатоаурат(III) натрия
Тетратиоцианатоаурат(III) натрия — неорганическое вещество, комплексная соль металла натрия и тетратиоцианатозолотой кислоты, формулой Na[Au(SCN)4]. При нормальных условиях представляет собой красные кристаллы, нерастворимые в воде.

## Получение
- Реакция золотохлористоводородной кислоты с тиоцианатом натрия. Продукт выпадает в виде красного осадка:

{\displaystyle {\mathsf {H[AuCl_{4}]+5NaSCN\ {\xrightarrow {H_{2}O}}\ Na[Au(SCN)_{4}]\downarrow +4NaCl+HSCN}}}
- Действие тетрахлороаурата натрия на раствор тиоцианата натрия:

{\displaystyle {\mathsf {Na[AuCl_{4}]+4NaSCN\ {\xrightarrow {H_{2}O}}\ Na[Au(SCN)_{4}]\downarrow +4NaCl}}}

## Свойства
Тетратиоцианатоаурат(III) натрия образует красные кристаллы, почти не растворимые в воде.